# Rayleigh (Essex)
Rayleigh è una città di 34 000 abitanti della contea dell'Essex, in Inghilterra.